# Янко Мустаков (музикант)
Вижте пояснителната страница за други личности с името Янко Мустаков.
Янко Стойков Мустаков, с рождено име Йонко Стойков Буюклийски е български певец, композитор, педагог, диригент (хоров и оркестров), поет, автор на учебници. Поставя началото на модерното хорово пеене в България.

## Биография
Роден е в Трявна на 3 януари 1842 г. Учи първоначално в родния си град при дядо Иконом и поп Стоян Дечев, след това при Петко Славейков и Стефан Еленчанина.
През 1860 г. е заподозрян от турците в подпомагане на революционната дейност в Трявна и се установява в Свищов. Назначен е за църковен певец в църквата „Св. Димитър“ от свещеник Ради Йовчев, а след това става учител в Горната махала в града.
През 1864 г. заминава за Букурещ, където с финансовата подкрепа на търговците Мустакови завършва Консерваторията. След завръщането си се установява отново в Свищов, където е учител и църковен певец в църквата „Св. Преображение“.
Основава първия български хор през 1868 г., който през 1934 г. приема неговото име. За първи път въвежда двугласовото начало, а след това и четиригласовото хармонично пеене с използване на ноти. С лични средства закупува 3 цигулки, виола, виолончело и ръчно изработва цимблак за създадения от него оркестър.
През 1879 г. хорът му е поканен от княз Дондуков-Корсаков за участие в църковната служба в Търново по повод великденските празници.
Създава също първия струнен оркестър в Свищов. Хорът пял при откриването на Учредителното народно събрание през 1879 г.
Написва 2 марша – по стихотворенията „Царю, добре дошел“ на Иван Вазов и „На царя и на Русия“ на Петко Славейков в чест на Царя Освободител. Благодарение на руския десант край Свищов на 16 юни 1877 г. хорът му успява да ги изпълни пред самия цар.
Автор е на 10 стихотворения. През 1869 г. съставя буквара „Най-практичният метод за изучаване на децата“, а през 1874 г. издава „Православно християнско учение за приготвителни класове“. Подготвя и учебник по нотно пеене, завършен през 1879 г., но поради липса на средства останал в ръкопис.
Назначен е за училищен инспектор. Радетел е за задължително образование по пеене в българските училища.
Умира в Свищов на 24 декември 1881 г.